# Mount Assiniboine
Mount Assiniboine är ett berg i Kanada.   Det ligger på gränsen mellan Alberta och British Columbia, i den centrala delen av landet, 3 000 km väster om huvudstaden Ottawa. Toppen på Mount Assiniboine är 3 618 meter över havet.
Terrängen runt Mount Assiniboine är bergig åt sydväst, men åt nordost är den kuperad. Mount Assiniboine är den högsta punkten i trakten. Trakten runt Mount Assiniboine är nära nog obefolkad, med mindre än två invånare per kvadratkilometer.. Det finns inga samhällen i närheten. 
Trakten runt Mount Assiniboine består i huvudsak av gräsmarker.